# Сепух Чулджян
Архиепископ Сепух Чулджян (арм. Սեպուհ Չուլջյան; урождённый Айк Саркис Чулджян арм. Հայկ Սարգիս Չուլջյան; 24 марта 1959, Малатья — 19 ноября 2020, Ереван) — Митрополит Гугаркской епархии Святой Армянской апостольской церкви с 3 июня 1996 по 19 ноября 2020 года.

## Биография
Айк Чулджян родился 24 марта 1959 года в Малатье, Турция. Начальное образование он получил в училище Нерсисян в Стамбуле. В 1969 году его семья переселилась в Советскую Армению, в город Гюмри, где он продолжил учиться и получил начальное образование.
В 1978 году поступил в Духовную семинарию Геворгян при Первопрестольном Святом Эчмиадзине. В сан диакона он был рукоположен в 1985 году великим ризничим Первопрестольного Святого Эчмиадзина архиепископом Хусиком Сантуряном. В марте 1986 года он успешно защитил свою выпускную диссертацию на тему «Переводные труды Лукаса Харперта». По окончании семинарии он был назначен на службу в секретариат Папской администрации.
Он был рукоположен в иеромонахи архиепископом Нерсесом Позапаляном 7 июня 1987 года, в праздник Пятидесятницы, и получил священническое имя Сепух. После рукоположения он продолжил службу в Папской администрации.
По назначению Католикоса всех армян Вазгена I в сентябре 1987 года он занимал должность заместителя декана Духовной семинарии Геворгян при Первопрестольном Святом Эчмиадзине. В ноябре 1989 года он успешно защитил докторскую диссертацию на тему «Пост в Армянской Апостольской Церкви» и получил сан архимандрита (вардапета).
В 1990 году Вазген I назначил отца Сепуха духовным пастырем армян Женевы, Швейцария. Он вернулся в Армению в 1991 году, чтобы служить викарием Ширакской епархии.
После обретения Арменией независимости на Армянскую церковь были возложены обширные административные задачи. Летом 1993 года отец Сепух в тесном сотрудничестве с архиепископом Овнаном Дердеряном (тогдашним предстоятелем Канадской епархии) и Рональдом Алепяном организовал первую поездку Канадской молодёжной миссии в Армению (CYMA). В июне 1995 года отец Сепух был назначен директором инвентаризационного комитета резервного управления Армянской церкви. В том же году он был назначен директором комитета, ответственного за отслеживание возврата и получения всех ранее конфискованных церковных зданий, земель и строительных объектов (большинство церквей, зданий, сооружений и имущества, принадлежащих Армянской церкви были изъяты государством во времена СССР).
В 1996 году он был представителем Армянской церкви в Центральном комитете гуманитарной помощи Армении. 3 июня 1996 года Папской энцикликой Гарегина I, Католикоса всех армян, он был назначен предстоятелем Гугаркской епархии.
Отец Чулджян был рукоположен в сан епископа Католикосом Гарегином I 15 июня 1997 года. В 2000–2007 годах был членом Высшего духовного совета Армянской церкви. 18 мая 2012 года получил титул архиепископа.
Архиепископ Сепух Чулджян был предстоятелем Гугаркской епархии в Армении. Чулджян умер 19 ноября 2020 года от COVID-19.

## Почётные звания и награды
Архиепископ Сепух был членом Армянского отделения Международной академии естественных и социальных наук (с 2000 года).
Имеет золотую медаль Фритьофа Нансена (2005 г.), медаль премьер-министра Республики Армения за большой вклад в развитие государственно-церковных отношений (2006 г.), золотую медаль «Айреник» (2010 г.).
24 марта 2009 года Премьер-министр Армении Тигран Саргсян тепло поздравил архиепископа Сепуха по случаю 50-летия со дня его рождения. В своем послании он подчеркнул вклад епископа в организацию христианского образования, возрождение церковной жизни и восстановление этнической и духовной идентичности армянского народа.

## Галерея

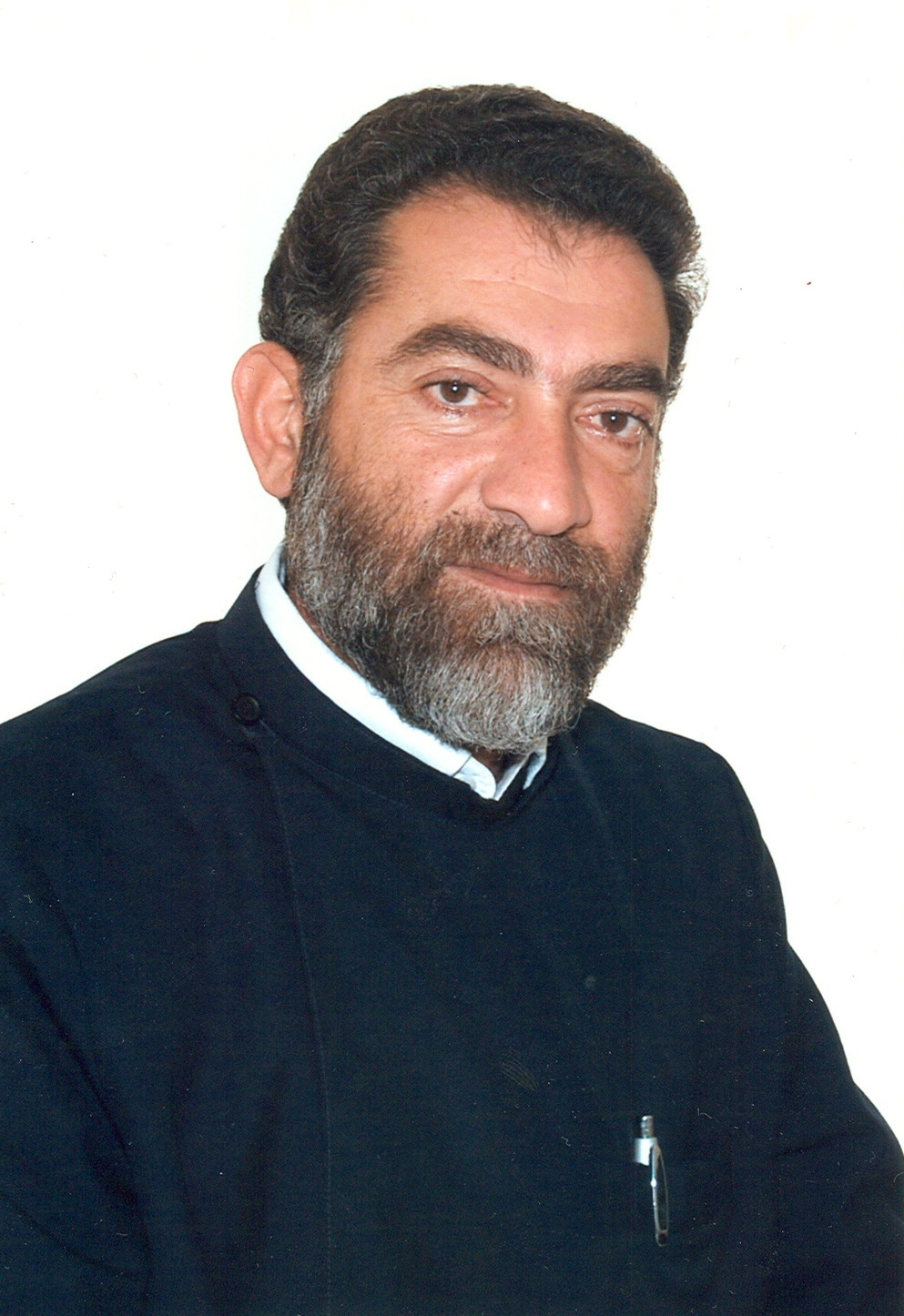
Архиепископ Сепух Чулджян
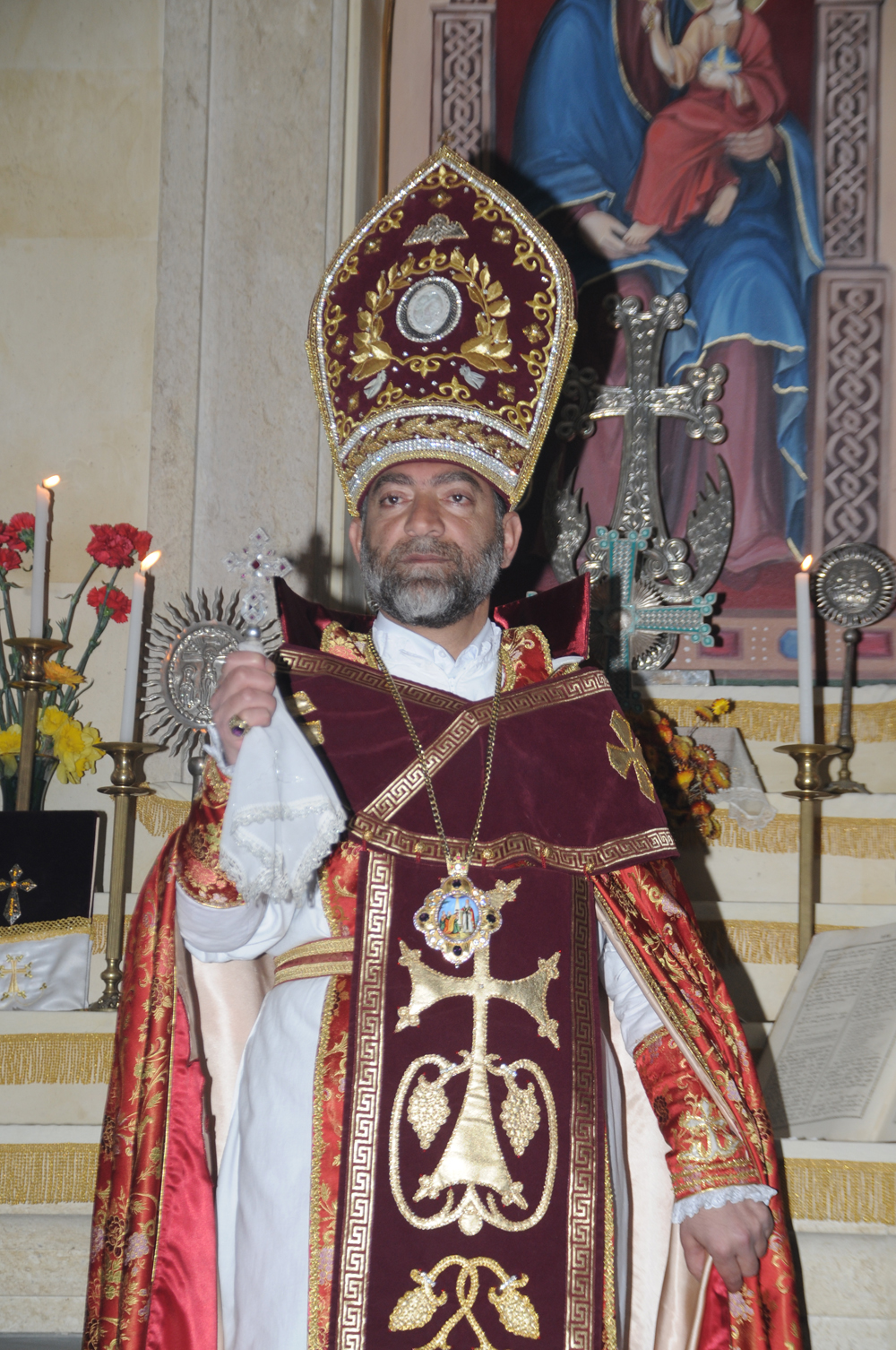
Архиепископ Сепух во время литургии
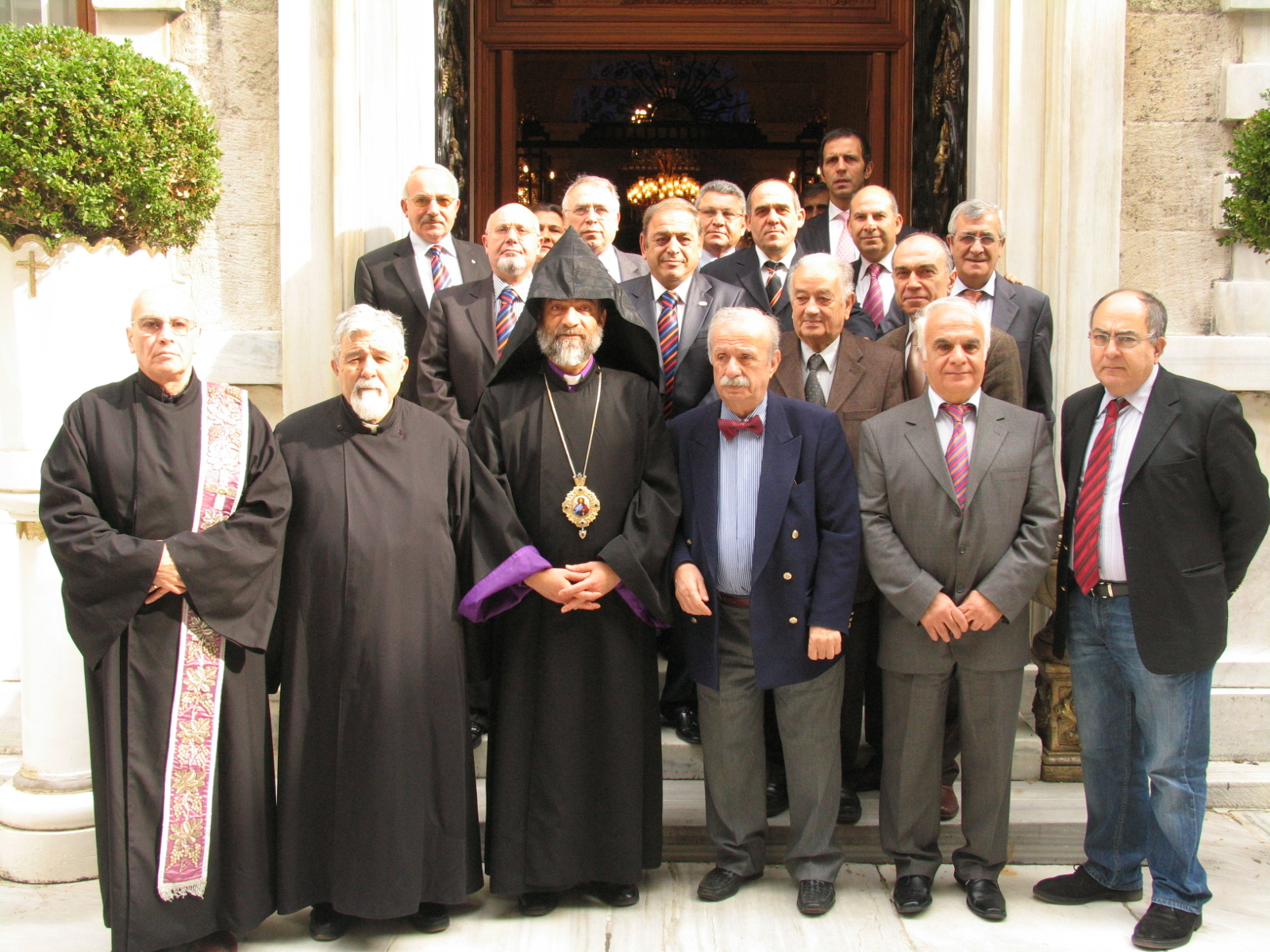
Архиепископ Сепух с представителями армянской общины Стамбула
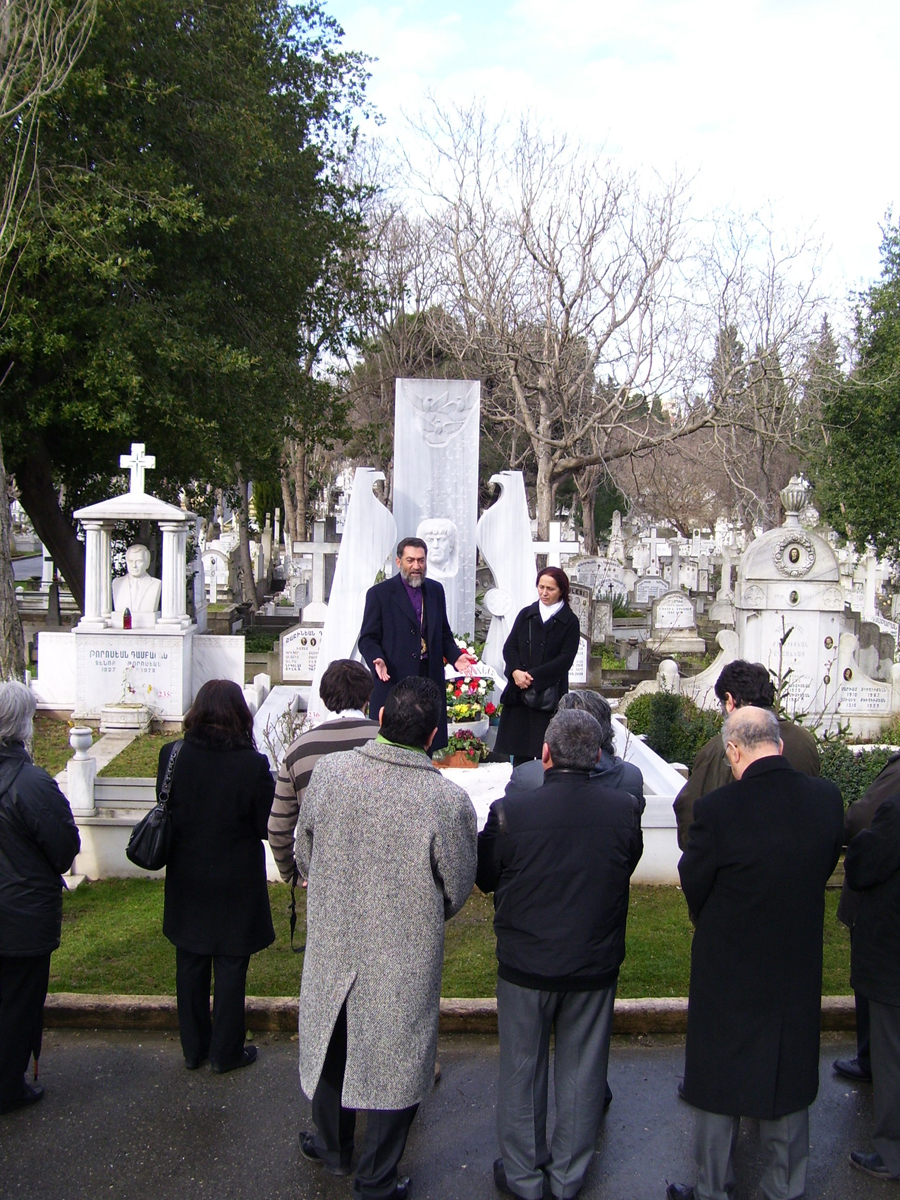
Архиепископ Сепух на могиле Гранта Динка в Стамбуле, Турция.
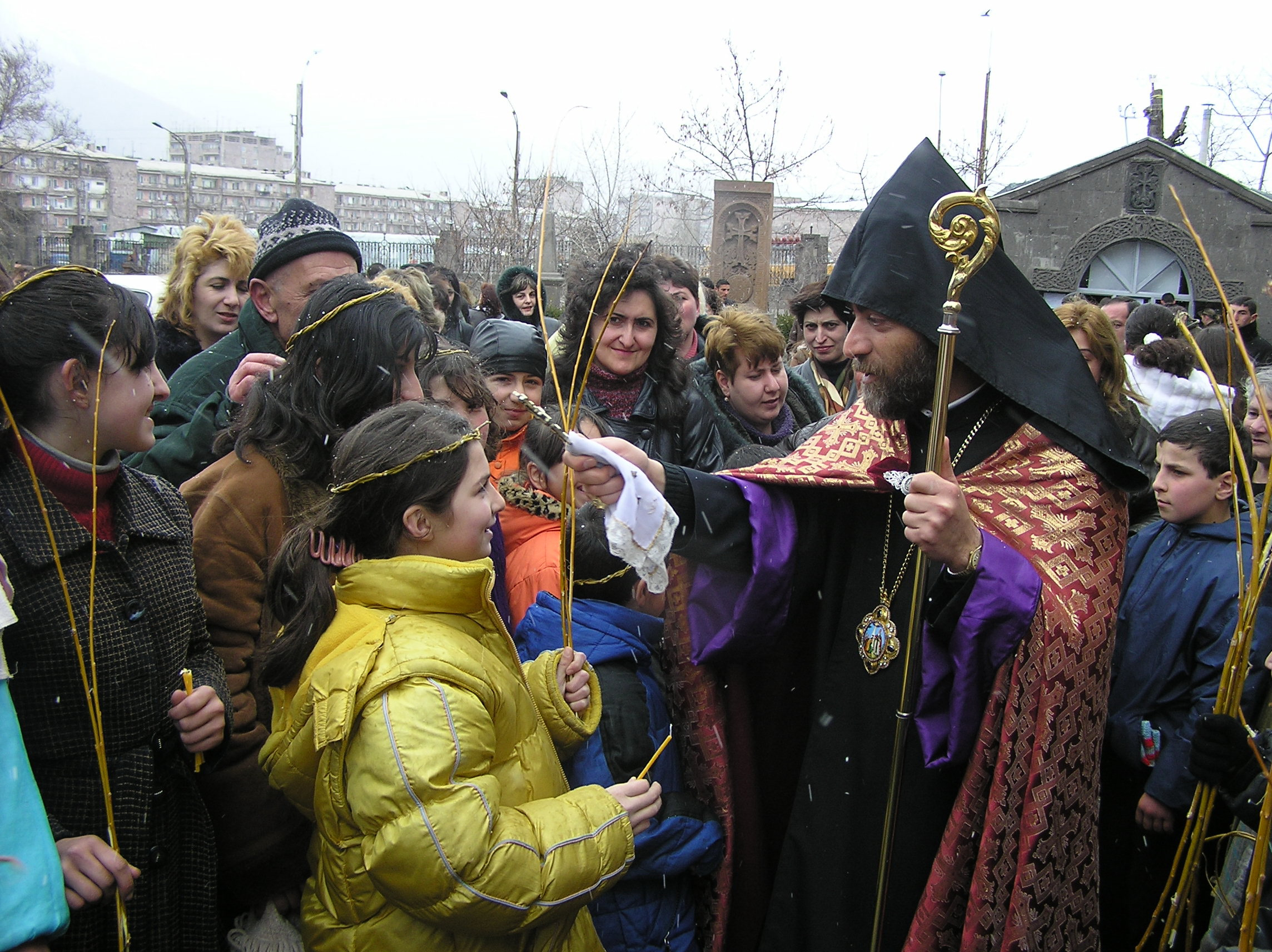
Архиепископ Сепух благословляет верующих
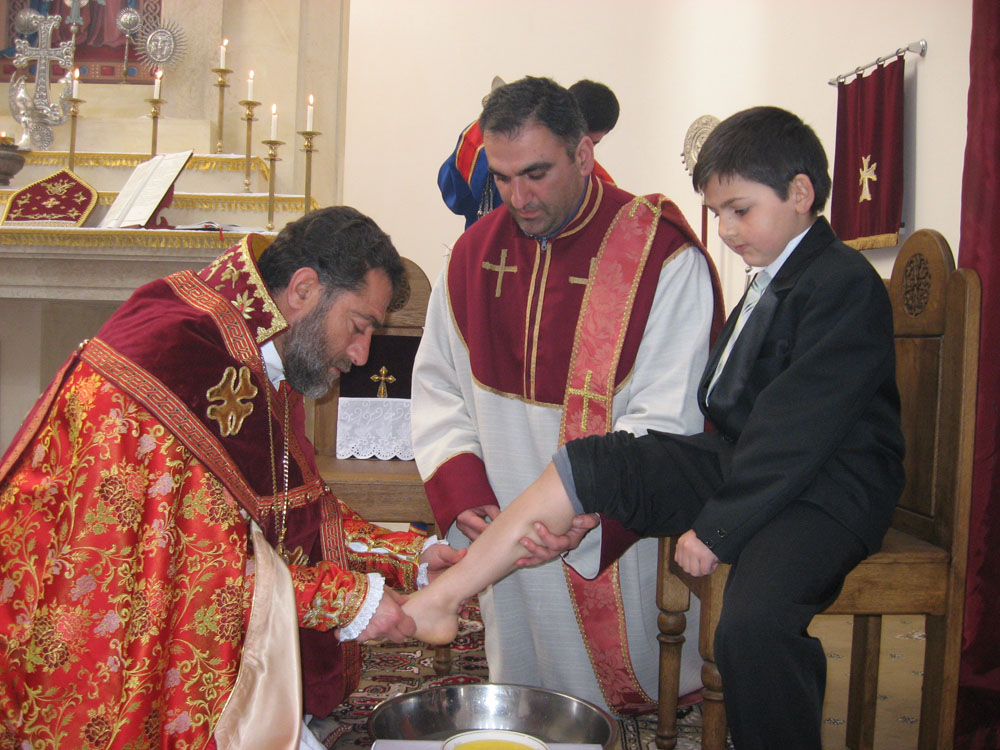
Архиепископ Сепух омывает ноги детям во время церемонии омовения ног